# Aziz Mekouar
Aziz Mekouar (Fez, 13 de novembro de 1950) é um diplomata marroquino. Foi secretário da Organização das Nações Unidas para Alimentação e Agricultura (FAO) Foi embaixador de Marrocos nos Estados Unidos, em Portugal e em Angola. Foi membro da direção do Bank of Africa. É desde 2018 embaixador de Marrocos na China.
Aziz Mekouar estudou no Lycée Français Charles Lepierre em Lisboa e graduou-se na École des hautes études commerciales de Paris em Paris em 1974. Fala árabe, inglês, francês, italiano, português e espanhol. É casado com a aristocrata italiana Maria Felice Cittadini-Cesi e tem um filho.
Aziz Mekouar é neto de Ahmed Mekouar, nacionalista marroquino, e filho de Tahar Mekouar, diplomata e empresário, e de Aïcha Benjelloun. É sobrinho do magnata Othman Benjelloun.
Aziz Mekouar foi embaixador em Angola (1986-1993) e em Portugal (1993-1999). Depois, continuou como embaixador na Itália, Malta, Albânia e na Ordem Soberana de Malta (1999-2002). Foi também embaixador nos Estados Unidos de 2002 a 2011 e é embaixador na China desde 2018.
Foi consultor para diversas empresas.
Ajudou ao longo da carreira a promover diversos encontros entre fiéis de confissões distintas para compreensão mútua, especialmente entre cristãos e muçulmanos.

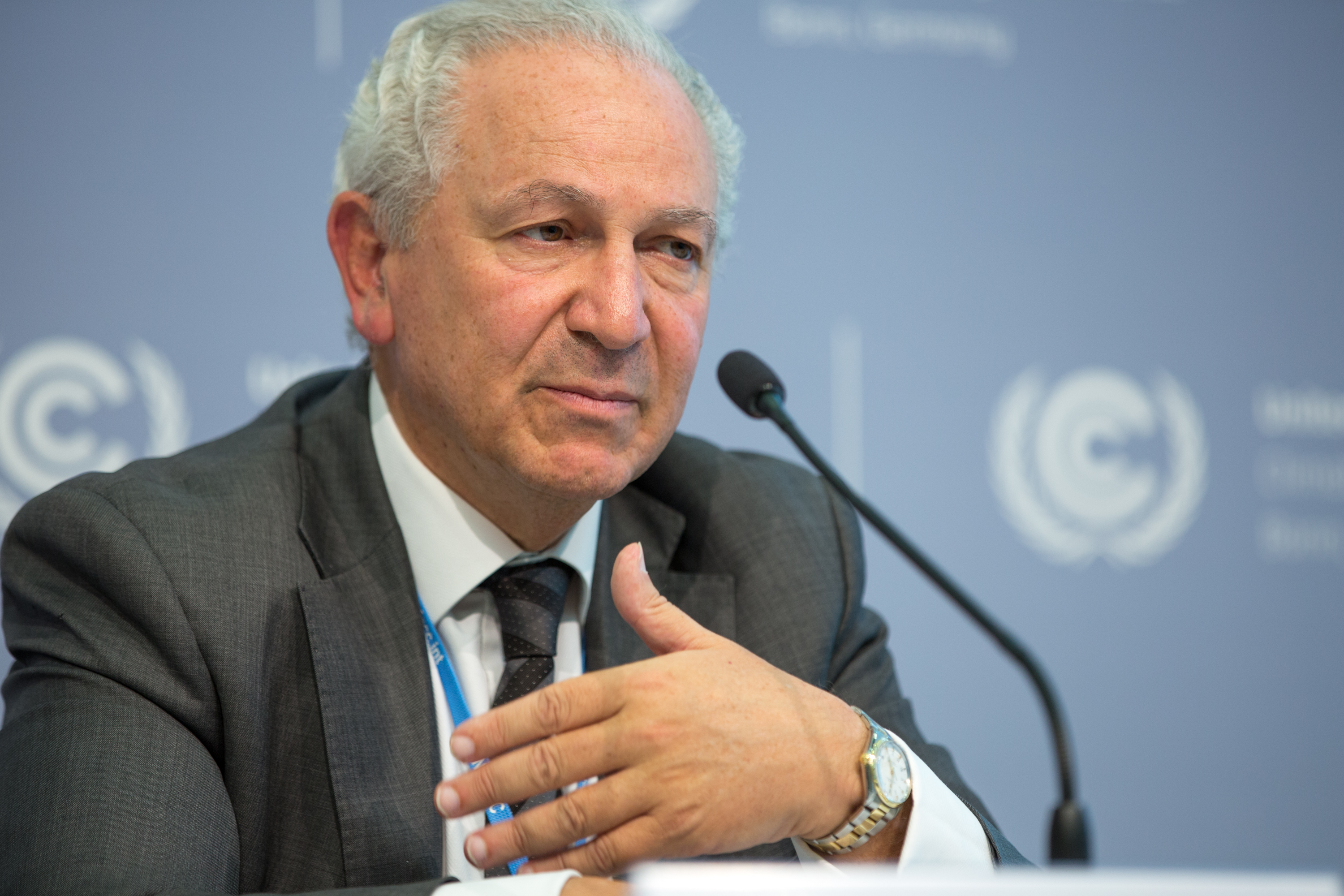
Aziz Mekouar

## Publicações
- Thesis on Fisheries and their contribution to the development of Argentina (1973).
- Studies on "Asia-Dollar" and its future impact on the development of Southeast Asia (1974).
- 30 years of Italian Domestic Policy (1983).
- 30 years of Italian Foreign Policy (1983).

## Condecorações
- Grã-cruz da Ordem de Mérito de Portugal.
- Grã-cruz da Ordem Militar de Cristo (Portugal).
- Grã-cruz da Ordem de Mérito da Itália.